# Jack Lisowski
Jack Lisowski (Cheltenham, 25 de junho de 1991) é um jogador inglês de snooker profissional. Tornou-se profissional em 2010 após terminar em primeiro lugar no ranking do PIOS de 2009–10. Como profissional não ganhou nenhum evento a contar para o ranking mundial, no entanto, conseguiu chegar à final em seis ocasiões, no Riga Masters de 2018, China Open de 2019, Scottish Open de 2019, World Grand Prix de 2020, German Masters de 2021 e Gibraltar Open de 2021.

## Finais na carreira

### Finais que contam paro o ranking: 6 (6 vices)
| Resultado    | Ano      | Competição       | Adversário na final | Placar | Ref.  |
| Vice-campeão | 2018     | Riga Masters     | Neil Robertson      | 2–5    | [ 3 ] |
| Vice-campeão | 2019     | China Open       | Neil Robertson      | 4–11   | [ 3 ] |
| Vice-campeão | 2019     | Scottish Open    | Mark Selby          | 6–9    | [ 3 ] |
| Vice-campeão | 2020 (2) | World Grand Prix | Judd Trump          | 7–10   | [ 3 ] |
| Vice-campeão | 2021     | German Masters   | Judd Trump          | 2–9    | [ 3 ] |
| Vice-campeão | 2021     | Gibraltar Open   | Judd Trump          | 0–4    | [ 3 ] |

### Finais secundárias que contam paro o ranking: 2 (2 vices)
| Resultado    | Ano  | Competição                           | Adversário na final | Placar | Ref.  |
| Vice-campeão | 2010 | Players Tour Championship – Evento 3 | Tom Ford            | 0–4    | [ 3 ] |
| Vice-campeão | 2012 | Players Tour Championship – Evento 1 | Stephen Maguire     | 3–4    | [ 3 ] |

### Finais que não contam para o ranking: 1 (1 vice)
| Resultado    | Ano  | Competição          | Adversário na final | Placar | Ref.  |
| Vice-campeão | 2019 | Championship League | Martin Gould        | 1–3    | [ 3 ] |

### Finais amadoras: 5 (3 títulos, 2 vices)
| Resultado    | Ano  | Competição                   | Adversário na final | Placar | Ref. |
| Vice-campeão | 2007 | Junior Pot Black             | Mitchell Mann       | 0–1    |      |
| Vice-campeão | 2009 | PIOS – Evento 6              | Xiao Guodong        | 0–6    |      |
| Campeão      | 2009 | PIOS – Evento 1              | Liam Highfield      | 6–5    |      |
| Campeão      | 2010 | English Amateur Championship | Leo Fernandez       | 9–2    |      |
| Campeão      | 2010 | PIOS – Evento 8              | Justin Astley       | 6–1    |      |